# HD 59686 b
HD 59686 b ist ein Exoplanet, der den Riesenstern HD 59686 alle 303 Tage umkreist.

## Entdeckung
Der Planet wurde von David Mitchell et al. im Jahr 2003 mit Hilfe der Radialgeschwindigkeitsmethode entdeckt.

## Umlauf und Masse
Der Planet umkreist seinen Stern in einer Entfernung von ca. 0,911 Astronomischen Einheiten und hat eine Mindestmasse von ca. 5,25 Jupitermassen (ca. 1700 Erdmassen).